# Ходжакулиев, Гельды Кулиевич
Гельды Кулиевич Ходжакулиев (1923, аул Янги-Кала, Геок-Тепинский район, Туркменская ССР, СССР — 1986, Ашхабад, СССР) — советский государственный и партийный деятель, министр здравоохранения Туркменской ССР (1968—1976). Доктор медицинских наук, профессор, член-корреспондент Академии наук Туркменской ССР.

## Биография
Родился в 1923 году в ауле Янги-кала Геок-Тепинского района в туркменской семье.
В 1943 году окончил Туркменский государственный медицинский институт.
С 1948 году ассистент кафедры факультетской терапии.
С 1950 до конца жизни был заведующим кафедры госпитальной терапии Туркменского государственного медицинского института.
В 1968—1976 работал в должности проректора по научной работе ТГМИ, одновременно наркомом здравоохранения Туркменской ССР.
Дважды избирался депутатом в Верховный Совет Туркменской ССР VIII (1971—1975) и IX (1975—1980) созывов. Был членом Ревизионной комиссии Коммунистической партии Туркменистан. Представитель Научного общества терапевтов ТССР.

## Научные публикации
Гельды Ходжакулиев является автором более 100 научных публикаций.
- Чал и его лечебные свойства (Клинико-эксперим. исследование). Автореферат диссертации на соискание ученой степени доктора медицинских наук. (Ашхабад, 1965 год)[4]

## Награды и звания
Награждён орденами Октябрьской Революции, Трудового Красного Знамени. Заслуженный врач Туркменской ССР, заслуженный деятель науки ТССР.